# The Great Escape (Festival)
The Great Escape war ein australisches Musikfestival, das 2006 und 2007 jeweils am Osterwochenende im Sydney Olympic Park stattfand. Ein drittes Festival, geplant am Labour-Day-Wochenende 2008, wurde zwei Monate vor dem geplanten Termin wegen des schwachen Vorverkaufs abgesagt. Vorgänger des Great Escape war das Cockatoo Island Festival an Ostern 2005.
Das Great Escape lief jeweils drei volle Tage von Karfreitag bis Ostersonntag. Gecampt wurde von Donnerstagabend bis Montagmorgen. Es gab Tagestickets und Tickets für das gesamte Programm. Manche Bands spielten am gleichen Wochenende auch beim East Coast Blues & Roots Music Festival in Byron Bay, wenn auch das Great Escape mit Pop, Hip-Hop, Elektropop und Rockmusik ein breiteres musikalisches Spektrum abdeckte.
Neben den Musikdarbietungen gab es beim Great Escape auch ein großes Angebot sonstiger Veranstaltungen wie etwa Bingo, Vorträge über Verschwörungstheorien und Yoga. Veranstalter Brandon Saul hatte sich das Glastonbury Festival als Vorbild genommen.
Zu den Künstlern, die vom 14. bis zum 16. April 2006 auftraten, gehörten Sigur Rós, Silverchair, The Black Keys, Martha Wainwright, Donavon Frankenreiter und viele mehr.
Vom 6. bis zum 8. April 2007 gab es Musik von Wolfmother, The Vines, dem John Butler Trio, Ziggy Marley, Fishbone und etlichen weiteren Acts.